# Stenay

Stenay este o comună în departamentul Meuse din nord-estul Franței. În 2010 avea o populație de 2.779 de locuitori.

## Evoluția populației
| An        | 1975  | 1982  | 1990  | 1999  | 2006  | 2010  |
| --------- | ----- | ----- | ----- | ----- | ----- | ----- |
| Populație | 3.767 | 3.693 | 3.202 | 2.952 | 2.818 | 2.779 |